# Colidotea findleyi
Colidotea findleyi är en kräftdjursart som beskrevs av Brusca och Wallerstein 1977. Colidotea findleyi ingår i släktet Colidotea och familjen tånglöss. Inga underarter finns listade i Catalogue of Life.